# Przedpełk ze Służewa
Przedpełk ze Służewa (zm. po 28 sierpnia 1349) – najprawdopodobniej najmłodszy syn wojewody brzeskiego Bronisza ze Służewa (jest niewykluczone, choć dość wątpliwe, że mógł być jednak synem Chebdy ze Służewa, kasztelana kruszwickiego), brat Chebdy ze Służewa, wojewody sieradzkiego oraz (jeśli był synem wyżej wymienionego Bronisza) Jarosława ze Służewa, prepozyta kruszwickiego i archidiakona gnieźnieńskiego Przecława ze Służewa, pochodził z rycerskiego rodu Pomianów. W trzech znanych dokumentach z 1349 świadkuje jako podczaszy brzeski. Dwa późniejsze (z 25 sierpnia i 28 sierpnia 1349) dotyczyły kwestii rozgraniczania dóbr. We wszystkich tych dokumentach występuje na liście świadków zaraz po bracie — Chebdzie ze Służewa.
Nie jest znana jego małżonka (małżonki). Jego czterej synowie to:
- Jan Bogatka ze Służewa (zm. po 18 XII 1368), podkomorzy brzeski (1368),
- Wojciech z Lutoborza (zm. zapewne po 1377), podczaszy brzeski (1365-68),
- Jarosław z Przybranowa Wielkiego (zm. między 8 VII a 19 VIII 1404), chorąży gniewkowski i inowrocławski (1399-1404),
- Przedpełk ze Służewa (zm. między 20 VIII 1404 a 16 VII 1411.